# دونگا لومنیتسا (ولاسوتینتسه)
دونگا لومنیتسا (به صربی: Donja Lomnica) یک منطقهٔ مسکونی در صربستان است که در ولاسوتینتسه واقع شده‌است. دونگا لومنیتسا ۵۹۱ نفر جمعیت دارد.